# Richard Moore (directeur de la photographie)
Pour les articles homonymes, voir Richard Moore et Moore.
Richard Moore — né le 4 octobre 1925 à Jacksonville (Illinois), mort le 16 août 2009 à Palm Springs (Californie) — est un directeur de la photographie (membre de l'ASC) et réalisateur américain.

## Biographie
Membre fondateur de Panavision en 1953, Richard Moore débute comme chef opérateur sur Operation C.I.A. (en) de Christian Nyby (avec Burt Reynolds et John Hoyt), sorti en 1965.
Suivent à ce poste quinze autres films américains — et un documentaire musical en 1967 —, dont Les Chasseurs de scalps de Sydney Pollack (1968, avec Burt Lancaster et Shelley Winters), Virages de James Goldstone (1969, avec Paul Newman et Joanne Woodward), Juge et Hors-la-loi de John Huston (1972, avec Paul Newman et Jacqueline Bisset) et Le Cercle noir de Michael Winner (1973, avec Charles Bronson et Martin Balsam).
Son dernier film est Annie de John Huston (avec Aileen Quinn et Albert Finney), sorti en 1982.
En outre, il est le réalisateur d'un court métrage (1966), puis du long métrage Le Cercle de fer (1978, avec David Carradine et Christopher Lee).
Pour la télévision, il est directeur de la photographie sur la série Daktari (1966) et sur deux téléfilms (1971-1975).
Membre de l'American Society of Cinematographers (ASC), il est honoré d'un « Presidents Award » pour l'ensemble de sa carrière, lors des ASC Awards de 2005.

## Filmographie partielle

### Cinéma

#### Directeur de la photographie

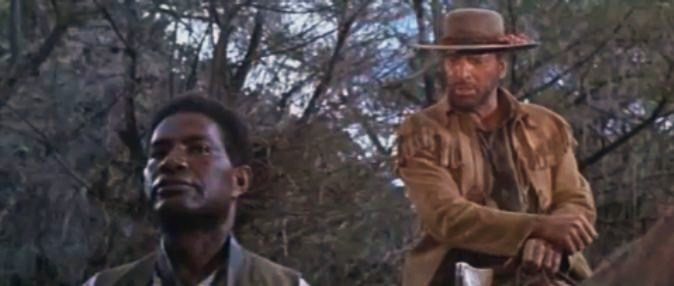
Les Chasseurs de scalps (1968) :
Ossie Davis et Burt Lancaster

- 1965 : Operation C.I.A. de Christian Nyby
- 1966 : Les Anges sauvages (The Wild Angels) de Roger Corman
- 1967 : Les Anges de l'enfer (Devil's Angels) de Daniel Haller
- 1968 : Les Chasseurs de scalps (The Scalphunters) de Sydney Pollack
- 1968 : Les Troupes de la colère (Wild in the Streets) de Barry Shear
- 1969 : Virages (Winning) de James Goldstone
- 1969 : Reivers (The Reivers) de Mark Rydell
- 1970 : Le Clan des irréductibles (Sometimes a Great Notion) de Paul Newman
- 1970 : Myra Breckinridge de Michael Sarne
- 1970 : WUSA de Stuart Rosenberg
- 1972 : Juge et Hors-la-loi (The Life and Times of Judge Roy Bean) de John Huston
- 1973 : Le Cercle noir (The Stone Killer) de Michael Winner
- 1982 : Annie de John Huston

#### Autres fonctions
- 1965 : Opération Tonnerre (Thunderball) de Terence Young (cadreur des prises de vues sous-marines)
- 1966 : Détective privé (Harper) de Jack Smight (cadreur)
- 1966 : Dodge White Hat (réalisateur + directeur de la photographie)
- 1969 : L'Or de MacKenna (Mackenna's Gold) de J. Lee Thompson (prises de vues additionnelles)
- 1972 : La Dernière Chance (Fat City) de John Huston (prises de vues additionnelles)
- 1978 : Le Cercle de fer (Circle of Iron) (réalisateur)

### Télévision
(directeur de la photographie)
- 1966 : Daktari, série (épisodes non-spécifiés)
- 1975 : Hey, I'm Alive, téléfilm de Lawrence Schiller

## Radio
- 1964 Ralph J. Gleason, Richard Moore : Anatomy of a Hit, N°1 : Vince Guaraldi - Documentaire de 30 minutes du National Educational Television and Radio Center. Produit par la radio public de San Franscico KQED[1].
  - Au sommaire de ce documentaire : « L'animateur (critique de jazz et rédacteur de liner-notes d’album) Ralph J. Gleason interviewe le pianiste de jazz Vince Guaraldi, qui décrit comment il a assemblé son album LP, "Jazz Impressions of Black Opheus". Il discute de la difficulté d'élaborer une formule de disque à succès et des mérites relatifs de la promotion et du gadget dans le business de la musique. »

## Récompense
- ASC Awards 2005 : Presidents Award (prix honorifique spécial).